# Clytia reloncavia
Clytia reloncavia is een hydroïdpoliepensoort uit de familie van de Campanulariidae. De wetenschappelijke naam van de soort is voor het eerst geldig gepubliceerd in 2012 door Galea & Schories.